# 平泉站 (河北省)
平泉站，位于中华人民共和国河北省承德市平泉市平泉镇，是锦承铁路上的火车站，建于1935年，由北京铁路局管辖。

## 車站周邊
- 平泉汽车站
- 平泉县交通运输局
- 平泉县城市管理局
- 平泉县水土保持生态建设局
- 平泉镇医院
- 中国农业银行平泉城关分理处
- 中国工商银行平泉支行营业所
- 中国银行泽州支行
- 平泉县粮食局
- 老赔购物中心
- 中国邮政储蓄银行平泉县支行
- 平泉县广播电视局
- 泽州大酒店
- 平泉县农牧局

## 歷史
- 建于1935年。

## 外部連結
- 中国铁路客户服务中心 （页面存档备份，存于）